# Chiesa di San Francesco d'Assisi (Matera)

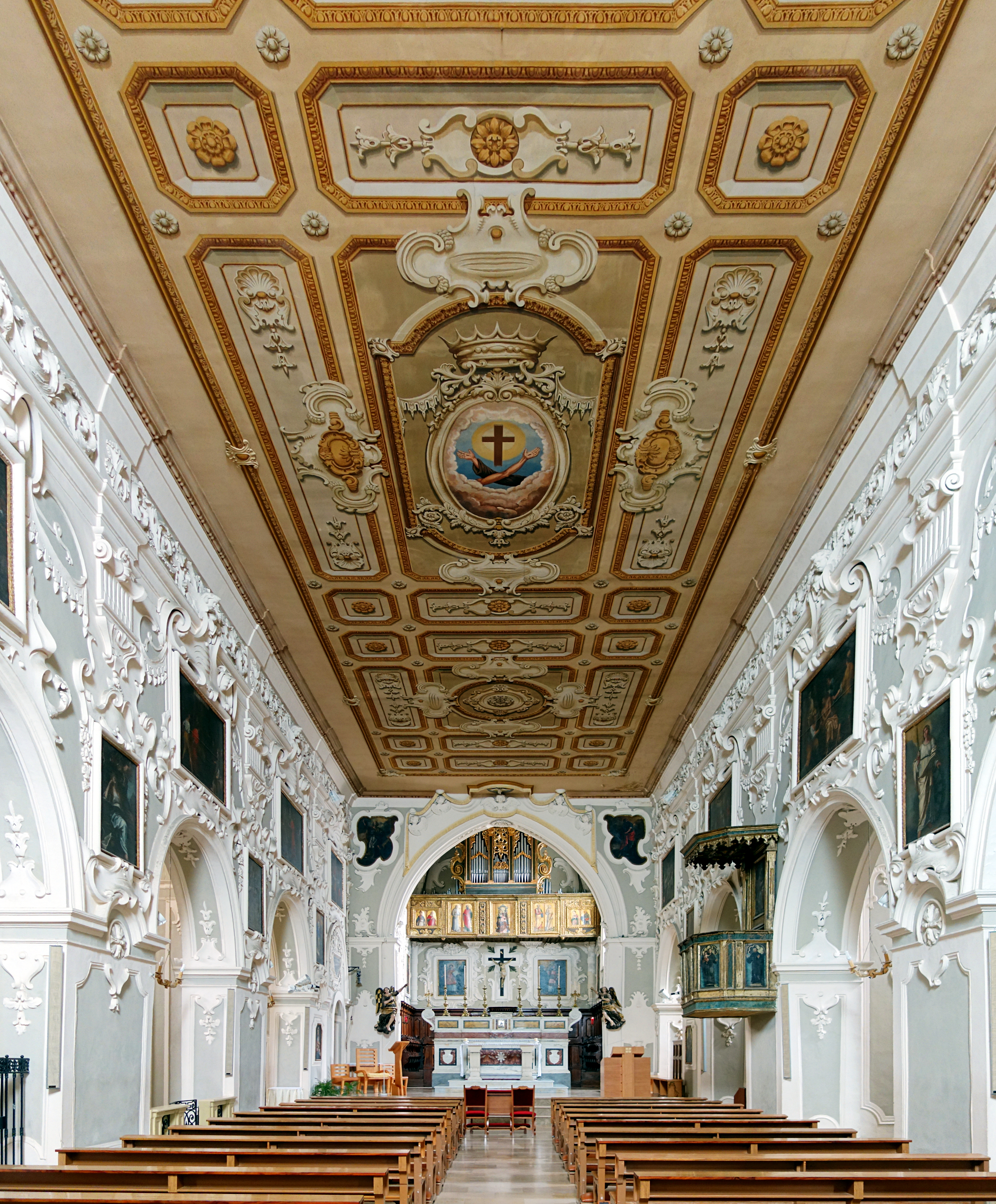
Interno

La chiesa di San Francesco d'Assisi è un luogo di culto cattolico di Matera in stile barocco, situato nella centralissima piazza San Francesco.

## Storia
Il primo nucleo della chiesa è stato un'antica chiesetta ipogea intitolata ai santi Pietro e Paolo, ancora oggi visitabile accedendo tramite una botola da una cappella e contenente un affresco raffigurante la visita del 1093 a Matera del Papa Urbano II. Il nome si fa risalire ad una visita nella chiesa riportata da alcuni cronisti di San Francesco d'Assisi del 1218.
La chiesa ha subito numerose trasformazioni, con una struttura originaria risalente alla prima metà del XIII secolo, ampliata nel XV secolo, per assumere lo stato attuale nel XVIII secolo con la costruzione della facciata barocca da parte degli architetti Vito Valentino e Tommaso Pennetta.

## Descrizione
La facciata barocca ospita nella parte alta tre statue, con l'Immacolata al centro e San Francesco e Sant'Antonio ai lati. L'interno è ad una sola navata con soffitto piano dipinto, lungo la quale si aprono delle cappelle laterali.
La navata termina con l'abside quadrangolare, introdotta da un arco a sesto acuto e coperta con volta a crociera; a ridosso della parete di fondo, alle spalle dell'altare maggiore, si trova la cantoria, il cui parapetto è decorato dagli scomparti di un polittico del XV secolo con nove dipinti a tempera su tavola, attribuiti a Lazzaro Bastiani. Al di sopra di essa vi è l'organo a canne, costruito da Fratelli Ruffatti nel 1955 e dagli stessi modificato nel 1978, a trasmissione elettrica e con 22 registri su due manuali e pedale.